# Schosshaldenwald/Friedhof
Schosshaldenwald/Friedhof ist ein Quartier der Stadt Bern. Es gehört zu den 2011 bernweit festgelegten 114 gebräuchlichen Quartieren und liegt im Stadtteil IV Kirchenfeld-Schosshalde, dort im statistischen Bezirk Schosshalde. Es grenzt an die Quartiere Schönberg-Ost, Gewerbezone Galgenfeld, Zentrum Paul Klee und Merzenacker. Im Osten bildet es die Stadtgrenze zu Ostermundigen.
Im Jahr 2022 lebten im Quartier 13 Personen.
Im Westen liegt der Schosshaldenfriedhof u. a. mit dem Grab von Paul Klee. Neben seinem Grab ist die Aussichtsplattform Luft-Station, ein Hügel, der auf einem kreisförmigen Weg erklommen wird. Der Name ist der Titel eines Werkes von Paul Klee.
Der Schosshaldenwald liegt im Osten des Quartiers.
Die städtische Buslinie 10 stellt eine Verbindung mit dem Zentrum her.